# Eunice Beckmann
Eunice Beckmann (* 8. Februar 1992 in Wuppertal) ist eine deutsche Fußballspielerin.

## Karriere

### Vereine
Eunice Beckmann begann in der Jugend des Wuppertaler SV mit dem Fußballspielen und war bis zur männlichen B-Jugend für diesen aktiv.
Zur Saison 2008/09 wechselte sie zum FCR 2001 Duisburg, für dessen zweite Mannschaft sie in ihrer Premierensaison fünf Spiele in der 2. Bundesliga Süd bestritt und am Saisonende Zweite der B-Juniorinnenmeisterschaft wurde.
In der Folgesaison gehörte sie bereits zum Kader des Bundesligateams und gab am 25. September 2009 (6. Spieltag) beim 3:2-Sieg im Auswärtsspiel gegen den 1. FFC Frankfurt ihr Bundesligadebüt, als sie in der 68. Minute für Turid Knaak eingewechselt wurde. Ihr erstes Bundesligator erzielte sie am 13. Dezember 2009 (12. Spieltag) beim 4:0-Sieg im Heimspiel gegen den Hamburger SV mit dem Treffer zum Endstand in der 78. Minute – drei Minuten nach ihrer Einwechslung für Turid Knaak.
Zur Saison 2010/11 wechselte Beckmann gemeinsam mit ihrer Mannschaftsspielerin Marith Prießen zum Ligakonkurrenten Bayer 04 Leverkusen, für den sie in drei Spielzeiten 51 Bundesligaspiele bestritt und zehn Tore erzielte. Im Sommer 2013 wechselte sie zum schwedischen Erstligisten Linköpings FC, den sie – mit Saisonende – bereits nach einem halben Jahr wieder verließ. Zur Rückrunde der Saison 2013/14 verpflichtete sie der FC Bayern München. Ihr Debüt für die Bayern gab sie am 23. Februar 2014 (11. Spieltag) bei der 1:2-Niederlage im Heimspiel gegen den 1. FFC Turbine Potsdam. Ihr erstes Bundesligator für die Bayern erzielte sie am 27. April 2014 (17. Spieltag) bei der 2:3-Niederlage im Auswärtsspiel gegen Bayer 04 Leverkusen mit dem Anschlusstreffer in der 76. Minute. 2015 und 2016 gewann Beckmann mit dem FC Bayern München zweimal in Folge die deutsche Meisterschaft.
Der bis 30. Juni 2017 gültige Vertrag wurde von ihr mit dem FC Bayern München aufgelöst, da sie am 5. Mai 2016 vom US-amerikanischen Erstligisten Boston Breakers – vorbehaltlich der Erteilung eines Visums sowie der entsprechenden Spielberechtigung – für die bereits laufende Spielzeit verpflichtet wurde. Ihr Debüt in der NWSL gab sie am 27. Mai 2016 (7. Spieltag) bei der 0:4-Niederlage im Auswärtsspiel gegen Western New York Flash mit Einwechslung für Kristie Mewis zur zweiten Halbzeit. Nach Saisonende lösten die Breakers Beckmanns Vertrag auf. Zum Trainingsauftakt am 9. Januar 2017 wurde sie als Neuzugang des FC Basel willkommen geheißen. Ihr Punktspieldebüt gab sie am 18. Februar 2017 (11. Spieltag) beim 1:0-Sieg im Heimspiel gegen den FC Luzern. Beim 6:0-Sieg im Auswärtsspiel gegen FCF Rapid Lugano am 3. Dezember 2017 (11. Spieltag) erzielte sie erstmals in ihrer Karriere vier Tore in einem Punktspiel.
Nach nur einer Saison für den spanischen Erstligisten Madrid Club de Fútbol Femenino (Madrid CFF), wurde sie vom Bundesligaaufsteiger 1. FC Köln verpflichtet, für den sie am 18. August 2019 (1. Spieltag) beim 2:1-Sieg im Heimspiel gegen den MSV Duisburg debütierte und sogleich das Führungstor zum 1:0 in der 20. Minute erzielte. Trotz des Abstiegs ihres Vereins in die 2. Bundesliga verlängerte sie ihren Vertrag um zwei Jahre bis 2022. Mit Ablauf der Saison 2021/22 und der ausgebliebenen Verlängerung ihrer Vertragslaufzeit blieb sie ein Jahr lang vereinslos, bis sie von der aufstrebenden Frauenfußballabteilung des FC Viktoria 1889 Berlin für die Saison 2023/24 am 1. August 2023 verpflichtet wurde.

### Nationalmannschaft
Beckmann debütierte am 13. August 2007 in Holzwickede im Trikot des DFB, als sie mit der U15-Nationalmannschaft – im Rahmen eines Vier-Nationen-Turniers – die Auswahlmannschaft Dänemarks mit 3:0 besiegte. Für die U16-Nationalmannschaft bestritt sie zwei Test-Länderspiele gegen die Auswahl Frankreichs, beim 7:0 und 1:1 am 30. Oktober und 1. November 2007, und erzielte im zweiten Vergleich mit dem Führungstreffer in der fünften Minute ihr erstes Länderspieltor.
2010 rückte sie altersgemäß in den Kader der U19-Nationalmannschaft auf, mit der sie vom 24. Mai bis 5. Juni an der in Mazedonien ausgetragenen Europameisterschaft teilnahm und drei Turnierspiele bestritt. 2011 wurde sie von Trainerin Maren Meinert erneut für die U19-Europameisterschaft nominiert, die das deutsche Team in Italien nach einem 8:1-Erfolg im Finale gegen Norwegen gewann. Am 25. Oktober 2011 gab Beckmann ihr Debüt für die U20-Nationalmannschaft, die in Bitburg die Auswahl Belgiens mit 4:0 besiegte.

## Erfolge
- U19-Europameisterin 2011
- Halbfinalistin bei der U19-Europameisterschaft 2010
- DFB-Pokal-Sieger 2010
- Zweite der Meisterschaft 2010
- U20-Länderpokalsiegerin 2009
- Deutscher B-Jugendvizemeister 2009
- Deutscher Meister 2015, 2016
- Torschützenkönigin der Nationalliga A 2018
- Tor des Jahres 2018 der spanischen Frauenliga Liga Femenina Iberdrola[14]

## Sonstiges
Beckmann absolvierte eine Ausbildung zur Bürokauffrau. Ihre Eltern stammen aus Kumasi in der Ashanti Region in Ghana.